# Metasibotys guineasoudanensis
Metasibotys guineasoudanensis is een vlinder van de familie van de grasmotten (Crambidae). De wetenschappelijke naam van deze soort is voor het eerst voorgesteld als Botys guineasoudanensis door Koen Maes in een publicatie uit 2022.

## Etymologie
De naam verwijst naar de Soedan-Guinese savanne-biomen ten zuiden van de Sahara.

## Verspreidingsgebied
De soort komt voor in Mali, Kameroen en Kenia.